# Samuel Kullmann
Samuel Timutschin Kullmann (* 21. September 1986 in Leeds) ist ein Schweizer Politiker (EDU).

## Leben und Wirken
Geboren im englischen Leeds, wuchs Samuel Kullmann während zwölf Jahren seiner Kindheit in Ulaanbaatar, Mongolei auf, bis er 2003 mit dem Gymnasium in Thun begann. Im selben Jahr wurde er Mitglied der EDU Schweiz und begann sein politisches Engagement im Vorstand der EDU Stadt Thun. 2005 sammelte er mit der regionalen Jungpartei und Freunden ca. 5’000 Unterschriften für die Eidgenössische Volksinitiative «Für die Unverjährbarkeit pornografischer Straftaten an Kindern», welche später trotz Widerstand von Bundesrat und Parlament vom Stimmvolk angenommen wurde. Nach seiner Matura absolvierte Kullmann seinen Dienst bei der Schweizer Armee als Strategischer Funkaufklärer und begann mit dem Studium der Politikwissenschaft, Englischen Sprache, Sozialwissenschaften und Medienwissenschaft an der Universität Bern, wo er 2011 mit einem Bachelor abschloss. Nach einem Engagement als wissenschaftlicher Assistent an der Universität Bern arbeitete er für die Schweizer Botschaft in Äthiopien. 2014 schloss er sein Masterstudium in Politikwissenschaft mit Schwerpunkt «Comparative and Swiss Politics» ab. Ende 2014 begann er als politischer Mitarbeiter für die EDU Schweiz zu arbeiten.  2015 hat sich Kullmann als politischer Berater, Finanzberater und Übersetzer selbstständig gemacht (er spricht neben seiner Muttersprache Deutsch, Englisch, Französisch, Suahili und Niederländisch). 2016 leitete er die Kampagne gegen die Änderung im Fortpflanzungsmedizingesetzes. Nach mehreren erfolglosen Kandidaturen für den Grossen Rat rückte Kullmann 2017 für den EDU-Politiker Daniel Beutler als Grossrat in die Berner Legislative nach.

## Politik

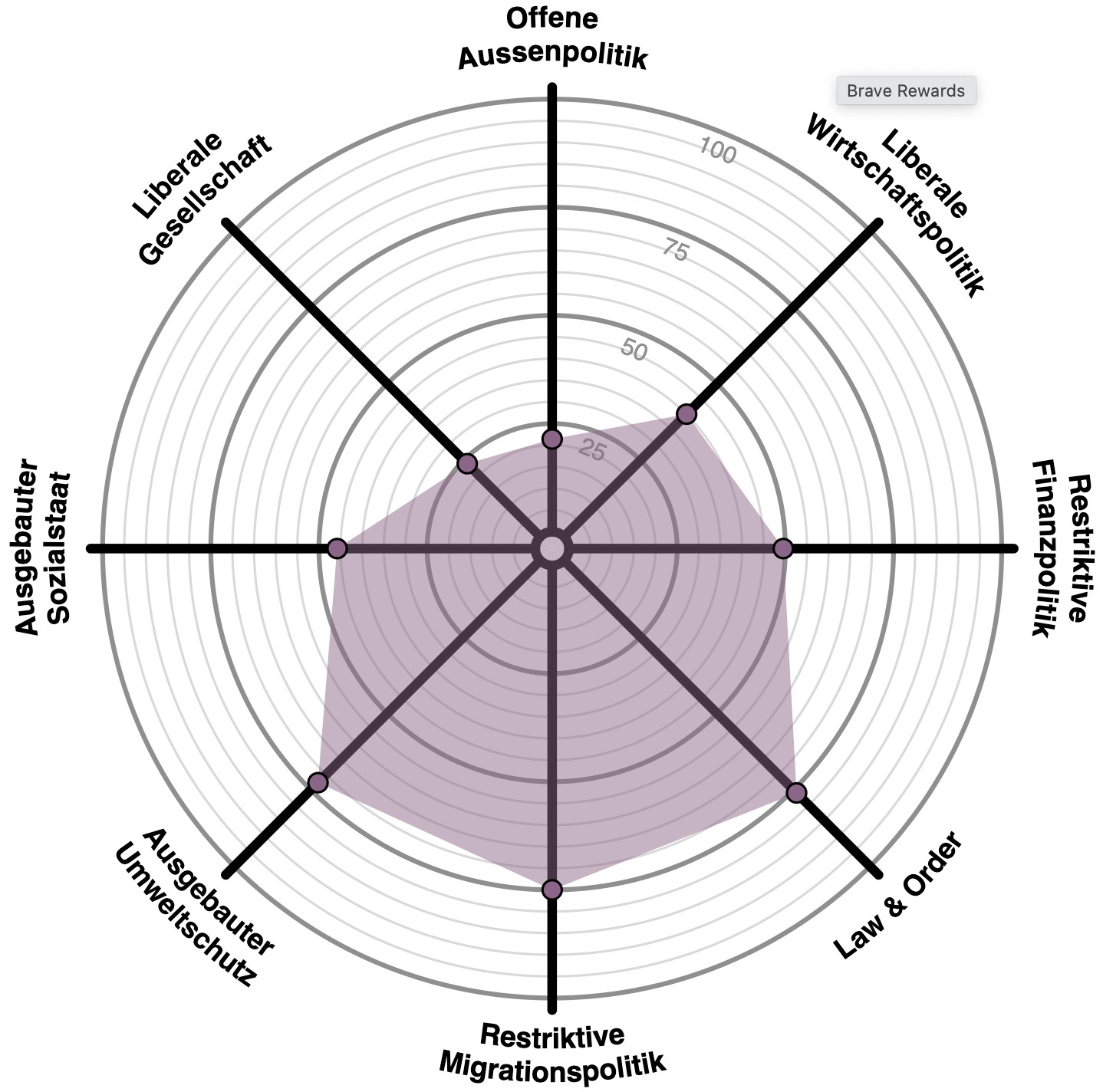
Smartspider Kullmann Nationalratswahlen 2019

Zu Kullmanns Hauptanliegen gehören die Bekämpfung von Menschenhandel und Zwangsprostitution, die Finanzpolitik, das Recht auf Leben und die Familien. Seit 2017 setzt er sich ebenfalls für Opfer und Überlebende von ritueller Gewalt ein. Diesmartmap zur Nationalratswahl 2019 verortet Kullmann in der wertorientierten Mitte.
Während seiner Tätigkeit im Grossen Rat des Kantons Bern hat Kullmann unter anderem Vorstösse zu folgenden Themen eingereicht:
- Prävention im Bereich Loverboy-Problematik und Menschenhandel an Schulen[13]
- Mehr Ressourcen für Strafverfolgungsbehörden und eine stärkere Kooperation mit der Zivilgesellschaft in der Bekämpfung des Menschenhandels[14]
- Umstellung der kantonalen Fahrzeugflotte auf Alternativantriebe[15]
- Das medizinische Potenzial von Cannabis erforschen und nutzen: Schaffung eines Lehrstuhls für medizinische Cannabisforschung an der Universität Bern[16]
- Keine Aushebelung des Mitspracherechts von Bevölkerung und Gemeinden bei 5G-Antennen[17]
- Ein starkes Immunsystem und optimale Vitamin-D-Versorgung zur Covid-19-Prävention[18]
- Möglichkeit zur eigenverantwortlichen Off-Label-Behandlung von Covid-19 mit Ivermectin und ähnlichen Medikamenten sicherstellen[19]

Nebst seiner parlamentarischen Arbeit ist Kullmann als Geschäftsleitungsmitglied der EDU Schweiz aktiv. 2020 übernahm er von seinem Ratskollegen Peter Siegenthaler das Präsidium des Vorstands von Asyl Berner Oberland. Seit 2019 pflegt Kullmann privat einen politischen Austausch mit verschiedenen Ländern in Afrika. Seiner Ansicht nach würde sich das politische System der Schweiz besonders für junge Demokratien in Afrika eignen um politische Stabilität zu fördern.

### Kontroverse
Gemäss Recherchen des Tages-Anzeigers ist Kullmann der erste Politiker in der Schweiz, dessen Twitter-Konto gesperrt wurde. Grund dafür scheint ein Tweet von Kullmann gewesen zu sein, in dem er einen Artikel des Online-Nachrichtenportals Nau.ch verlinkte mit dem Kommentar: «Gruselig, dieser Bill Clinton. 29 Flüge mit dem Privatjet des pädophilen Sexhandelsringleiters gemäss Flugprotokollen.»

## Privat
Kullmann lebt in Thun. Er arbeitet seit 2018 als politischer Mitarbeiter für die EDU Kanton Bern. und ist zudem als selbstständiger Unternehmer tätig als Übersetzer und bietet Finanzberatungen an Kullmann ist aktives Mitglied im Schachklub Thun und war von 2014 bis 2021 Fussball-Schiedsrichter.